# Kafr Saba
Kafr Saba (arab. كفر سابا) – nieistniejąca już arabska wieś, która była położona w Dystrykcie Tulkarm w Mandacie Palestyny. Wieś została wyludniona i zniszczona podczas I wojny izraelsko-arabskiej, po ataku żydowskiej organizacji paramilitarnej Hagana w dniu 15 maja 1948.

## Położenie
Kafr Saba leżała we wschodniej części nadmorskiej równiny Szaron, w odległości 2 kilometrów na zachód od miasta Kalkilji, leżącej już w Samarii. Była położona na wysokości 50 metrów n.p.m. Według danych z 1945 do wsi należały ziemie o powierzchni 9 688 ha. We wsi mieszkało wówczas 1 270 osób.
| własność gruntów | powierzchnia gruntów (hektary) |
| ---------------- | ------------------------------ |
| Arabowie         | 6 019                          |
| Żydzi            | 3 144                          |
| publiczne        | 525                            |
| Razem            | 9 688                          |

| Rodzaj użytkowanych gruntów | Arabowie (hektary) | Żydzi (hektary) |
| --------------------------- | ------------------ | --------------- |
| uprawy cytrusów             | 1 026              | 1 199           |
| uprawy oliwek               | 30                 | 0               |
| uprawy nawadniane           | 355                | 224             |
| uprawy zbóż                 | 4 662              | 1 675           |
| nieużytki                   | 475                | 46              |
| zabudowane                  | 26                 | 0               |

## Historia
W Starożytności znajdowało się tutaj miasto Capharsaba należąca do izraelskiego plemienia Efraima. Wspomina o nim żydowski historyk Józef Flawiusz, gdy opisuje wysiłki Aleksandra Jannaja zatrzymania wojsk syryjskich. Również Talmud wspomina Kafr Sabę, wymieniając wysokość dziesięciny płaconej przez mieszkańców w zbożu. W okresie panowania Bizancjum istniało tutaj miasto, po którym odnaleziono pozostałości rzymskiej łaźni.
Około roku 985 al-Muqaddasi opisał osadę Kafr Saba jako dużą wieś z meczetem. W 1047 Nasir-i-Khusraw opisał ją jako miasteczko położone przy drodze do Ramli. Jej mieszkańcy utrzymywali się z uprawy oliwek. W 1596 Kafr Saba była częścią Imperium Osmańskiego. We wsi mieszkało wówczas 231 mieszkańców, którzy płacili podatki z uprawy pszenicy i jęczmienia, oraz hodowli kóz i pszczół.
Pod koniec XIX wieku Kafr Saba była opisana jako niewielka wieś położona na niskim wzgórzu. We wsi znajdował się meczet i grobowiec Nabi Jamina (arabskie imię Beniamina). Populacja wynosiła około 800 osób. W 1892 grupa żydowskich aktywistów syjonistycznych zakupiła tutejsze ziemie od arabskich rolników. W następnych latach powstał tutaj moszaw, któremu nadano nazwę Kefar Sawa. Utrzymywali się oni z uprawy migdałów, winorośli i oliwek.
W okresie panowania Brytyjczyków Kafr Saba była niewielką wsią o charakterze rolniczym. We wsi znajdowała się szkoła dla chłopców.
Przyjęta 29 listopada 1947 Rezolucja Zgromadzenia Ogólnego ONZ nr 181 przyznała te tereny państwu żydowskiemu. Arabowie odmówili uznania rezolucji ONZ i doprowadzili 30 listopada do wybuchu wojny domowej w Mandacie Palestyny. W trakcie jej trwania siły Arabskiej Armii Wyzwoleńczej wielokrotnie atakowały pobliski moszaw Kafr Saba. Zmusiło to żydowską organizację paramilitarną Hagana do wzmocnienia swojej obecności w tym rejonie i chronienia konwojów jadących z zaopatrzeniem do żydowskich osiedli. W dniu 12 maja 1948 Brygada Aleksandroni rozpoczęła operację przymusowych wysiedleń ludności arabskiej na tym obszarze. Opanowano wówczas kolejne wioski At-Tira, Kakun, Kalansuwa i inne. W dniu 15 maja zajęto i wysiedlono mieszkańców ze wsi Kafr Saba.

## Miejsce obecnie
W miejscu wioski istnieje miasto Kefar Sawa i powstały w 1950 moszaw Newe Jamin.
Palestyński historyk Walid Chalidi, tak opisał pozostałości wioski Kafr Saba: „Obszar wsi został wykorzystany do budowy nowych dzielnic mieszkaniowych i strefy przemysłowej, które są częścią miasta Kafr Saba. Niektóre stare domy wiejskie przetrwały i zostały zmodernizowane; wiele z nich jest wykorzystywanych jako obiekty handlowe. Nadal istnieją dwa grobowce, szkoła oraz ruiny wiejskiego cmentarza”.